# موجة زي
موجة زي (بالإنجليزية: Z-Wave)‏ هي بروتوكول اتصال لاسلكي يستخدم بشكل أساسي في أتمتة المنازل. يقوم البروتوكول على شبكة شعرية تستخدم موجات راديو قليلة الطاقة لبناء اتصال بين جهاز وآخر في المنزل، مما يسمح بالتحكم اللاسلكي بالأجهزة المنزلية كالتحكم في الأنوار، وأنظمة الحماية، وجهاز تنظيم الحرارة، والنوافذ، والأقفال، وبِرَك السباحة، وأبواب المرآب.
ربما تكون تقنية Wi-Fi و Bluetooth أكثر التقنيات التي يتم السماع عنها في الشبكات المنزلية الذكية، على الرغم من أنها ليست الأكثر فاعلية دائما. تم تجنب شبكات Wi-Fi منذ فترة طويلة من قِبل الشركات المصنعة للأجهزة المنزلية الذكية نظرًا لمدى كونها مكثفة، بينما لا يمكن استخدام اتصالات Bluetooth إلا لنقل البيانات عبر مناطق أصغر. وتشمل البدائل الأخرى ZigBee اللاسلكية و Z-Wave ، وكلاهما عبارة عن شبكات متشابكة تستخدم موجات الراديو لتعزيز الاتصال بين الأجهزة العديدة داخل المنزل.
Z-Waveهو بروتوكول اتصالات لاسلكية يستخدم في المقام الأول للأتمتة المنزلية.
إنها شبكة متشابكة تستخدم موجات راديو منخفضة الطاقة للتواصل بين الأجهزة، مما يسمح بالتحكم اللاسلكي في الأجهزة المنزلية والأجهزة الأخرى، مثل: التحكم في الإضاءة، وأنظمة الأمان، والترموستات، والنوافذ، والأقفال، وحمامات السباحة، يمكن التحكم في نظام Z-Wave من خلال قاعدة مفاتيح لاسلكية أو لوحة مفاتيح مثبتة على الحائط أو من خلال الهواتف الذكية أو الأجهزة اللوحية أو أجهزة الكمبيوتر، مع التحكم المركزي الجهاز الذي يعمل كجهاز التحكم بوحدة التحكم والمدخل إلى الخارج. وهو يوفر إمكانية التشغيل المتبادل بين أنظمة التحكم المنزلية لمختلف الشركات المصنعة. هناك عدد متزايد من منتجات Z-Wave قابلة للتشغيل المتبادل؛ أكثر من 1700 عام 2017، وأكثر من 2400 بحلول عام 2018 وأكثر من 2600 عام 2019.

## التاريخ
تم العمل على بروتوكول Z-Wave تطويره وتحديثه من قبل شركة Zensys في كوبنهاغن، عام 2001. في ذلك العام، أدخلت شركة Zensys نظام التحكم في الضوء، والذي تطور إلى Z-Wave باعتباره نظام تابع لبروتوكول Z-Wave الدي يستخدم في المنازل وهو من نوع (SoC) على نطاق تردد مقداره 900 ميغاهرتز.
مع تقديم ZW0201 بأداء عالي وبتكلفة منخفضة. تم إصدار السلسلة 500، المعروفة أيضًا باسم Z-Wave Plus ، في مارس 2013، مع أربعة أضعاف الذاكرة، ومجموعة لاسلكية محسنة، وتم حسين عمر البطارية.
بدأت التقنية بالسيطرة على أمريكا الشمالية في عام 2005، عندما تم اعتمادها من قبل خمس شركات. قاموا بتشكيل Z-Wave Alliance ، هدفهم هو تعزيز استخدام تقنية Z-Wave ، مع جميع المنتجات من قبل الشركات لتصبح أكثر قابلة للتشغيل المتبادل. في عام 2005، قامت شركة Bessemer Venture Partners بمرحلة ثالثة بقيمة 16 مليون دولار لشركة Zensys . في مايو 2006، أعلنت شركة Intel Capital أنها تستثمر في Zensys ، بعد أيام قليلة من انضمام إنتل إلى تحالف موجة زي في عام 2008، تلقت شركة Zensys استثمارات من باناسونيك وسيسكو سيستمز ووبالمونت كابيتال وبالامون كابيتال.
تم الحصول على Z-Wave بواسطة Sigma Designs في ديسمبر 2008.، تم دمج مقرZ-Wave وكان يوجد الأول في الولايات المتحدة في فريمونت بولاية كاليفورنيا مع المقر الرئيسي لشركة Sigma في ميلبيتاس، كاليفورنيا. في 23 يناير 2018، أعلنت Sigma أنها تخطط لبيع أعمالها Z-Wave إلى Silicon Labs مقابل 240 مليون دولار، وتم الانتهاء منها في 18 أبريل، 2018.
في عام 2005، تم استخدم ستة منتجات في السوق لتقنية Z-Wave. بحلول عام 2012، مع تزايد طلب واستخدام التكنولوجيا المنزلية الذكية، كان هناك ما يقرب من 600 منتج باستخدام تقنية Z-Wave المتوفرة في الولايات المتحدة. بحلول مايو 2017، تم التصديق على أكثر من 1700 منتج من قبل Z-Wave Alliance. اعتبارا من 18 أبريل 2018، كان هناك أكثر من 2400 من المنتجات Z-Wave قابلة للتشغيل المتبادل.

## العمل المشترك
طبقة العمل المشترك لموجات z تضمن ان الاجهزة تستطيع تبادل البيانات وتسمح لجميع معدات وبرمجيات موجة z لتعمل معا.توصيل موجة z المتشعب اللاسلكي يسمح لكل جهاز بالتواصل مع الأجهزة المجاورة بشكل مباشر أو غير مباشر، بالإضافة إلى التحكم بالأجهزة الأخرى.الأجهزة ضمن المجال الواحد تتواصل مباشرة مع الأجهزة الأخرى أما إذا كانت الأجهزة خارج النطاق تستطيع التواصل مع جهاز آخر ضمن النطاق الذي يسمح بالوصول إلى البيانات وتبادلها.في تاريخ سبتمبر 2016 اتيحت أجزاء محددة من تقنية موجة z بشكل علني، عندما اصدرت sigma designs نسخة عامة من طبقة العمل المشترك لموجات z بالإضافة للبرمجية المضافة لمكتبة المصادر المفتوحة.بما أن المصدر المفتوح متاح فان ذلك يسمح لمطوري البرامج بدمج موجة z مع الأجهزة ضمن ضوابط أقل.من الأمثلة على المصادر المفتوحة z-wave's S2 security ,Z/IP and Z-ware middle ware.

## معايير وتحالف موجات زي
انشئ تحالف موجة z في 2015 كمجموعة من الشركات التي تجعل الأجهزة المتصلة التي تم التحكم بها من خلال تطبيقات على الهواتف الذكية والأجهزة اللوحية واجهزة الحاسوب باستخدام توصيل موجة z المتشعب اللاسلكي. التحالف هو اتحاد رسمي يركز على التوسع في موجة z بالإضافة إلى العمل المشترك المستمرلأي جهاز يستخدم موجة z.
في أكتوبر 2013 قام تحالف موجة z مع Sigma Designs باعلان بروتوكول جديد وبرنامج شهادة العمل المشترك المسمى z-wave Plus بالاعتماد على مميزات جديدة ومعايير عمل مشترك أعلى مجمعة معا والتي تعتبر كمتطلب إلى 500 سلسلة من النظام على رقاقة (system on chip) وتتضمن بعض المميزات المتاحة منذ 2012 إلى 300-400 سلسلة من الأنظمة على رقاقة. في فبراير 2014 تم توثيق أول منتج من z-wave plus.
يهدف التحالف إلى إنشاء شبكة تشعبية امنة لتطبيقها على المنازل الذكية التي تعمل على مختلف المنصّات.
موجة Z مصممة لتحقيق تواصل يعتمد عليه وعمليات بين الاجهزة بالإضافة إلى العناصر التي تقوم بالاستشعار من مختلف المصنعين في تحالف موجة Z , التي تتالف من 450 أو أكثر. يتضمن أعضاء التحالف Intermatic, Leviton, Techniku, carrier, ADT corporation, FAKRO, Ingersoll rand, Jasco, LG Uplus, Nortek security and control, Sigma Designs, Smart things, Honeywell, Bosch, Belkin, Zipato, August home and black and decker.

## الخصائص التقنية

### ترددات الراديو
```
Z-Wave هو بروتوكول اتصال لاسلكي يستخدم بشكل رئيسي في اتمته المنازل لنقل موثوق به خلال وقت استجابه قليل لنقل حزم البيانات بمعدلات تصل 100كيلوبت/ثانيه،
[
20
]
 بمعدل نقل 40 كيلوبت/ثانية (9.6 كيلوبت /ثانيه) باستخدام الرقائق القديمه ومناسبه لتطبيقات التحكم والاستشعار على عكس WIFI وانظمه LAN اللاسلكيه الأخرى المستنده إلى IEEE 802.11 المصممه بشكل رئيسي لمعدلات البيانات العاليه. المسافة بين نقطتي اتصال حوالي 30م مع قدره الرسالة على القفز لاربع مرات بين هذه النقط مما يعطي تغطيه كافيه لمعظم المنازل السكنيه. ويستخدم نظام قناة مانشستر للترميز في عملية 
التضمين
 في هذا البروتوكول.
[
21
]
```

يستخدم Z-Wave الجزء 15 غير الصناعي والعلمي والطبيه (ISM) غير مرخص له وتعمل في نطاق (868.42 ميغاهيرتز) في أوروبا؛ عند (908.42 ميغاهيرتز) في أمريكا الشماليه وتستخدم ترددات أخرى في بلدان أخرى. تتنافس هذه الفرقة ع بعض الهواتف اللاسلكيه والاجهزه الالكترونيه الاستهلاكيه الأخرى، ولكنها تتجنب التدخل في شبكات Wi-Fi و Bluetooth وغيرها من الأنظمة التي تعمل على نطاق 2.4 جيجاهرتز المزدحم. في عام 2012 ضم الاتحاد الدولي للاتصالات السلكيه واللاسلكيه (ITU) طريقتين Z-Wave PHY وMac كخيار في معيار G.9959 الخاص بالاجهزه اللاسلكيه تحت (1 GHZ)تتضمن معدلات البيانات 9600 بت/ثانيه و 40 كيلوبت في الثانية مع طاقة مخرجه بمقدار 1 ميغاواط أو 0 ديسيبل. يتم توفير رقائق Z-Wave وجهاز الإرسال من قبل Sigma Designs و Mitsumi .
جدول الترددات في بعض أجزاء العالم في شهر 1/2019 :
| المناطق                                                                                           | الترددات                 |
| ------------------------------------------------------------------------------------------------- | ------------------------ |
| استراليا - ماليزيا – نيوزلاندا                                                                    | 921.4 - 919.8            |
| برازيل                                                                                            | 921.4                    |
| أوروبا وبعض المدن في تلك المنطقة                                                                  | 868.40 - 868.42 - 869.85 |
| شيلي – بيرو – سيلفادور                                                                            | 919.8 - 921.4            |
| الصين –سنغافورا –جنوب افريقيا                                                                     | 868.4                    |
| هونغ كونغ                                                                                         | 919.8                    |
| الهند                                                                                             | 865.2                    |
| روسيا                                                                                             | 869                      |
| فلسطين                                                                                            | 915 – 917                |
| تايوند                                                                                            | 920 – 925                |
| يابان                                                                                             | 922 – 926                |
| كوريا الجنوبية                                                                                    | 919 – 923                |
| أمريكا – كندا- ارجنتين- البهامز –جمايكا –باربادوس –مكسيك –برمودا – بلوفيا –بنما –كولومبيا –اورجوي | 908.4 - 908.42 / 916     |

### اعداد الشبكة، الطبولوجيا والتوجيه
تستخدم موجة Z الشبكة التشعبية ذات المصدر الموجه. الشبكة التشعبية؛ تعرف أيضا بالشبكات اللاسلكية المخصصة. في مثل هذه الشبكات تستخدم الاجهزة القنوات اللاسلكية لترسل رسائل للتحكم، يتم ترحيل هذه الرسائل من قبل الاجهزة المجاورة عن طريق wave-like fashion. يعرف الجهاز المرجعي الذي يريد ان يرسل البيانات بالمبادر. هناك مجموعة من اجهزة المبادرة المرجعية ذات بروتوكولات التوجيه المتشعب المقترحة في اوائل 1990. من الامثلة على هذه الاجهزة ABR و DSR.
تستطيع الاجهزة التواصل مع الاجهزة الأخرى باستخدام نقاط متوسطة تقوم بالتوجيه بشكل نشط حول العقبات المنزلية أو النقاط الراديوية التي قد تحدث في المناطق المتشعبة في المنزل. الرسالة من النقطة (أ) إلى النقطة (ج) تستطيع الوصول بنجاح حتى ولو كانت النقاط من خارج النطاق، باضافة نقطة ثالثة (ب) تستطيع التواصل مع النقطة (أ) والنقطة (ج). إذا كان التوجيه المختار غير متاح، فان منشئ الرسالة سيحاول اختيار توجيه اخر إلى ان يجد الطريق إلى النقطة (ج). شبكة الموجة Z تستطيع الامتداد ابعد بكثير من نطاق الراديو للوحدة الواحدة، ومع القفزات المتعددة، وقت قليل من التاخير قد يظهر بين امر التحكم والنتيجة المطلوبة.
تصميم الشبكة الابسط عبارة عن جهاز واحد قابل للتحكم بالإضافة إلى متحكم اولي. اما الاجهزة المضافة فيمكن ان تضاف في أي وقت لاحق كمتحكم ثانوي، يتضمن متحكم تقليدي محمول باليد، ومتحكم من نوع key-fob, ومتحكم اخر من نوع wall-switch بالإضافة إلى تطبيقات صممت خصيصا لادارة شبكات موجة Z والتحكم فيها. يمكن لشبكة موجة Z ان تتضمن ما يصل إلى 232 جهاز، بالإضافة إلى خيار الوصل القنطري (bridging) في حال تتطلبت الشبكة عدد أكبر من الاجهزة.
يجب ان يضمن الجهاز في شبكة موجة Z قبل ان يتاح له التحكم من قبل المتحكم الخاص بموجة Z. هذه العملية (التي تعرف أيضا بالاقتران والإضافة) هي عادة ما تنجز عن طريق الضغط على سلسلة من الازرار الموجودة على المتحكم وعلى الجهاز المراد اضافته على الشبكة. هذه السلسلة تحتاج لان تنفذ مرة واحدة فقط، بعد ان يكون الجهاز معروف دائما لدى المتحكم. وتتم ازالة الاجهزة من الشبكة بنفس الطريقة. يتعلم المتحكم قوة الإشارة بين الاجهزة خلال عملية التضمين، وهكذا تقبل الشبكة الاجهزة في موقعها النهائي المقصود قبل ان تضاف إلى النظام. يحتوي المتحكم على بطارية احتياطية داخلية صغيرة، تسمح له بان يكون غير موصول مؤقتا وان ينتقل إلى مكان اخر ليتم وصله مع جهاز اخر. ثم يعود الجهاز بعدها إلى مكانه الاصلي ويعاود الاتصال.
كل موجة من شبكة موجات Z تعرف برقم تعريف خاص (network ID), وكل جهاز يعرف برقم تعريف النقطة الخاصة به (node ID). ويكون رقم تعريف الشبكة عادة المعرف الرئيسي لكل النقاط التابعة لشبكة موجة Z المنطقية. ويكون طول رقم تعريف الشبكة 4 بايت تخصص لكل جهاز عن طريق المتحكم الاولي خلال عملية التضمين داخل الشبكة. ولا تستطيع النقاط ذات ارقام التعريف المختلفة التواصل معا. رقم التعريف الخاص بالنقاط يكون عبارة عن عنوان للنقطة الواحدة في الشبكة. ويكون طول رقم تعريف النقاط 1 بايت على ان لا يتكرر ضمن الشبكة الواحدة.
```
تم تحسين موجة Z لاستخدامها على الاجهزة التي تعمل بالبطارية، وفي اغلب الاوقات تبقى في وضعية حفظ الطاقة لتحقيق اقل استهلاك للطاقة، بحيث تكون فعالة في الاوقات التي تحتاج لتنفيذ وظائفها. ومع شبكات موجة Z التشعبية، كل جهاز داخل المنزل يطلق موجات لاسلكية حول المنزل، والتي تكون اقل استهلاك للطاقة، كما تسمح للاجهزة بالعمل لسنوات دون الحاجة لتبديل البطاريات. وللسماح لوحدات موجات Z بتوجيه الرسائل المرغوب بها لا يجب ان تكون في وضعية النوم. وبالتالي فان الاجهزة التي تعمل على البطارية ليست مصممة كوحدات مكررة. كما ان الاجهزة المحمولة كوحدات التحكم عن بعد مستبعدة طالما ان موجات Z تعتبر كل المكررات المؤهلة في الشبكة ستعود إلى موقعها المحدد الاصلي.
```

### الأمن
تعتمد موجة Z على تصميم خاص، مع تصاميم سيغما كبائع رقائق أساسي. في عام 2014، أصبحت Mitsumi مصدراً ثانياً مرخصاً لسلسلة 500 رقاقة من موجة Z. على الرغم من وجود عدد من الأبحاث الأمنية الأكاديمية والعملية حول أنظمة التشغيل الآلي للمنزل استنادًا إلى بروتوكولات زيغبي و X10 ، ولا يزال البحث لتحليل طبقات كومة بروتوكول موجة Zفي مرحلة الطفولة، التي تتطلب تصميم جهاز خاص لالتقاط حزم الراديو وما يتصل به من برمجيات لاعتراض اتصالات موجة Z . تم الكشف عن ثغرة في أقفال أبواب موجة Zالمشفرة بنظام AES والتي يمكن استغلالها لفتح الأبواب عن بُعد بدون معرفة مفاتيح التشفير، وبسبب المفاتيح المتغيرة، فإن رسائل الشبكة اللاحقة، كما في «الباب مفتوح»، يتم تجاهلها من قبل المراقب المتطور للشبكة.وفيما بعد تم الكشف ان الثغرة لم تكن ناتجة عن خلل في مواصفات بروتوكول موجة Z ولكن كان خطأ في التنفيذ من قبل الشركة المصنعة لباب القفل. في 17 نوفمبر 2016، أعلن حلفاء موجة Z عن معايير أمان أقوى للأجهزة التي تتلقى شهادة موجة Zبدءًا من 2 أبريل 2017.. يعرف باسم Security 2 (أو S2)، فهو يوفر أمانًا متقدمًا للأجهزة المنزلية الذكية والبوابات والمحاور. إنه يعزز معايير التشفير للإرسال بين نقط الالتقاء، وينص على القيام بإجراءات اقتران جديدة لكل جهاز، مع رموز PIN أو QR فريدة من نوعها على كل جهاز. وتهدف المصادقة الجديدة إلى منع المتسللين من التحكم في الأجهزة غير الآمنة أو الآمنة بشكل ضعيف.و وفقًا لتحالف موجة Z ، فإن معيار الأمان الجديد هو الأكثر تقدمًا في السوق للأجهزة المنزلية الذكية وأجهزة التحكم والبوابات والمحاور.

### المعدات
إن رقاقة Z-Waveالمختصة بنقاط الالتقاء هي ZW0500 ، وهي مبنية حول المتحكم الدقيق إنتل MCS-51والذي يحتوي على ساعة نظام داخلية ب 32 ميجاهرتز. ويحتوي جزء RF الخاص بالشبكة على جهاز إرسال واستقبال GisFSK (جهاز الإبدال بإزاحة التردد باستخدام جاوسيان) لتردد اختيار البرمجيات. مع مصدر طاقة من 2.2-3.6 فولت، فإنه يستهلك 23ميلي امبير في وضع الإرسال. وتشمل ميزاته التشفير AES-128، وقناة لاسلكية 100كيلو بت لكل ثانية، والاستماع المتزامن على قنوات متعددة، ودعم USB VCP.

### مقارنه مع بروتوكولات أخرى
بالنسبة للشبكات اللاسلكية المنزلية الذكية هناك العديد من التقنيات التي تتتافس لتصبح معيار الاختيار والانتشار. تستهلك شبكه WIFI قدرا كبيرا من الطاقة كما ان Bluetooth محدوده في مدى الاشاره وعدد الاجهزه. مقارنه مع شبكات الاتصال المتنافسه مع Z-Wave Insteon و Thread و ZigBeeمن بين الثلاثة، تمتلك Z-Wave أطول نطاق تشغيل مفتوح في الهواء الطلق على ارتفاع 300 قدم (خارجي) و 80 قدم (داخلي). يحتوي Insteon على أكبر عدد من الأجهزة بحد أقصى 17.7 مليون (ZigBee 65.000 (و Z-Waves 232)). تحتوي ال ((Threads على أسرع معدل نقل للبيانات بسرعة 250 كيلوبت في الثانية. تتميز Z-Wave بقدرة على التشغيل البيني أفضل من ZigBee ، ولكن ZigBee لديها معدل نقل بيانات أسرع.
تعمل Thread على تردد البالغ 2.4 غيغاهرتز، بينما تعمل Z-Wave بسرعة 908 ميجاهرتز في الولايات المتحدة، مما يقلل من الضوضاء ومنطقة تغطية أكبر. يعمل ZigBee على ترددات 915 ميغاهيرتز و 2.4 جيجاهرتز. الثلاثة هم شبكات متشابكة.